# Capitulação (tratado)
Designam-se por capitulação vários actos, contratos e acordos, assinados pelos soberanos de certos países.
As Capitulações de Santa Fé, por exemplo, são o contrato entre os Reis Católicos e Cristóvão Colombo assinado em 1492, por ocasião da sua primeira viagem pelo Atlântico em busca de uma nova rota marítima para a Índia.

## Exemplos de capitulações
- Capitulações do Império Otomano
- Capitulações de Santa Fé
- Capitulações em conclaves